# To My Dear
《To My Dear》是PiA樂團的第四張單曲，於2012年2月11日發行。

PiA(第三代)＝吳蓓雅(Pia)＋江松霖(小松)。

冬天的遠距離戀愛，孤單的時候還是會想想你。

## 曲目
1. 想想
  - 作詞：江松霖(小松) 作曲：江松霖(小松) 編曲：吳蓓雅(Pia)
2. When I'm alone
  - 作詞：吳蓓雅(Pia) 作曲：吳蓓雅(Pia) 編曲：吳蓓雅(Pia)
3. 想想(音樂版)
4. When I'm alone(音樂版)